# Komagataella phaffii
Komagataella phaffii är en svampart som beskrevs av Kurtzman 2005. Komagataella phaffii ingår i släktet Komagataella och familjen Pichiaceae.   Inga underarter finns listade i Catalogue of Life.